# Álex Fernández
Alejandro „Álex“ Fernández Iglesias, bekannt unter seinem Spitznamen Álex (* 15. Oktober 1992 in Alcalá de Henares), ist ein spanischer Fußballspieler. Seine bevorzugte Position ist das zentrale Mittelfeld.

## Karriere
Die ersten Stationen von Álex Fernández als Junior waren die Klubs aus seiner Heimatstadt AD Complutense und RSD Alcalá. Im Sommer 2005 wechselte der damals 12-Jährige in den Nachwuchs von Real Madrid. Bei den Hauptstädtern durchlief er diverse Altersklassen und gewann 2009/10 mit der A-Jugend die Spanische Meisterschaft, bevor er in der Saison 2010/11 Teil des Kaders von Real Madrid Castilla, der Zweitmannschaft des Klubs, wurde. Sein Debüt in der ersten Mannschaft feierte Álex Fernández am 6. März 2011 in einer Ligabegegnung gegen Racing Santander. In der Saison 2011/12 gelang Álex als Stammspieler im zentralen Mittelfeld mit Real Madrid Castilla der Aufstieg in die Segunda División.
Nach einer weiteren Spielzeit mit der Zweitmannschaft von Real Madrid, wechselte Álex im Sommer 2013 zu Espanyol Barcelona, wo er einen bis Juni 2017 laufenden Vertrag unterzeichnete. 2015 und 2016 erfolgten Leihen zu HNK Rijeka und dem FC Reading. Seit August 2017 steht er beim FC Cádiz unter Vertrag.

## Nationalmannschaft
Álex Fernández bestritt mit Spanien die U-17-Europameisterschaft 2009, wo seine Mannschaft jedoch bereits in der Vorrunde ausschied. Bei der U-19-EM 2011 gewann er mit seinem Team durch ein 3:2 im Finale gegen Tschechien den Titel und wurde darüber hinaus mit dem Golden Player Award für den besten Spieler des Turniers ausgezeichnet.

## Erfolge
Real Madrid
- Spanische U-19-Meisterschaft 2009/10

Nationalmannschaft
- U-19-Fußball-Europameisterschaft: 2011

Ehrungen
- U-19-EM Golden Player Award: 2011
- U-17-EM Mannschaft des Turniers: 2009

## Trivia
Sein zwei Jahre älterer Bruder Nacho (* 1990) ist ebenfalls Fußballspieler.